# Lugalanda
Lugalanda o Lugal-anda va ser rei de Lagaix a Sumer, cap al final del segle xxv aC, aproximadament cap a l'any 2370 aC, segons la cronologia mitjana. Era fill del gran sacerdot Enentarzid de Lagaix que el va nomenar rei potser perquè s'havia extingit la nissaga reial. Els grans sacerdots eren sempre molt influents i periòdicament ocupaven el tron o decidien qui l'ocupava. Lugalanda va tenir una gran influència política durant el seu regnat.
Es va casar amb Baranamtarra, filla d'un gran terratinent que tenia relacions comercials amb la reina d'Adab. Totes les mencions que es conserven d'aquest rei el descriuen com a ric i corrupte. El seu regnat va ser un període de gran corrupció i injustícia contra els dèbils. Les inscripcions diuen que va confiscar terres d'unes 650 morgen (més de 650 hectàrees).
Després d'un regnat d'uns nou anys, l'usurpador Urukagina el va derrocar.